# Port lotniczy Lodja
Port lotniczy Lodja (IATA: LJA, ICAO: FZVA) – port lotniczy położony w Lodja, w prowincji Sankuru, w Demokratycznej Republice Konga.
| Linia Lotnicza                 | Kierunek    |
| ------------------------------ | ----------- |
| Compagnie Africaine d'Aviation | 1. Kinszasa |